# Antepipona guttata
Antepipona guttata är en stekelart som först beskrevs av Smith 1852.  Antepipona guttata ingår i släktet Antepipona och familjen Eumenidae. Utöver nominatformen finns också underarten A. g. diffinis.